# Antônio Maciel Bonfim
Antônio Maciel Bonfim (Irará, 10 de fevereiro de 1905 – Rio de Janeiro, 2 de abril de 1947), também conhecido como Miranda, foi um político brasileiro, secretário-geral do Partido Comunista Brasileiro.
Filho dos camponeses João Matos de Bonfim e Maria Maciel Bonfim. Cursou uma escola religiosa em sua cidade natal e foi ser professor contratado pela Companhia de Petróleo Anglo-Mexicana. Foi professor de cursos secundários em Alagoinhas, onde também foi redator do Correio de Alagoinhas. Em setembro de 1929 era auxiliar da firma Wilson, Sons & Company Ltd..
Em setembro de 1930, era secretário do Centro Operário e foi preso em Alagoinhas, acusado de propaganda subversiva e implantar células clandestinas em Salvador. Considerado nesta época chefe do comunismo na Bahia, pertencia à Liga de Ação Revolucionária criada por Luís Carlos Prestes. Condenado à deportação para o Uruguai, conseguiu fugir no Paraná, tentou se juntar ao PCB, mas teve o pedido negado. Foi preso novamente, ainda no Paraná e enviado à Ilha Grande, onde já havia diversos comunistas presos, desconfiados que fosse agente de polícia. Ainda sem ter ingressado no partido, conseguiu fugir com outros membros em novembro de 1932 e se dirigiu para o Rio de Janeiro. Nos primeiros meses de 1933 participou de um curso ministrado pela Internacional Comunista no Brasil, tendo obtido um excelente desempenho, ao lado de Lauro Reginaldo Rocha. Finalmente foi aceito pelo partido, ascendendo rapidamente até chegar à secretaria-geral em julho de 1934. Em 1933 ou 1934 teria enviado um emissário para cooptar para o partido, Golbery do Couto e Silva, então um jovem tenente de infantaria.
No PCB ficou famoso como Miranda, mas adotou diverso outros codinomes: Adalberto de Andrade Fernandes, Américo de Carvalho, Américo, Queiroz e Tavares.
Delegado à Terceira Conferência dos Partidos Comunistas da América do Sul e do Caribe, realizada em Moscou, falou sobre a conjuntura política brasileira e impressionou o dirigente máximo da Internacional Comunista, Dmitri Manuilski. Com a derrota da Intentona Comunista foi preso em 12 de janeiro de 1936 com sua companheira Elvira Cupello Calônio, foi torturado e recebeu na prisão a notícia da execução dela, assassinada a mando de Prestes e da cúpula do partido. Depois disso passou a colaborar com a polícia e foi condenado a 4 anos e 4 meses de prisão em 1937. Entre outros casos, ajudou a elucidar o "justiçamento" de Tobias Warchavski. Ficou preso em Fernando de Noronha e no presídio de Ilha Grande. Foi libertado em 19 de julho de 1940, sofrendo de tuberculose, sem um rim e na miséria. Bonfim morreu no Rio de Janeiro em 2 de abril de 1947.
Sua colaboração com a polícia foi duramente criticada por Graciliano Ramos, Agildo Barata, Leôncio Basbaum e Gregório Bezerra.
Segundo alguns autores, como Leôncio Basbaum, Edgar Carone e John W. F. Dulles, Bonfim teria sido um agente policial infiltrado no PCB, porém isto nunca foi confirmado.